# 流造

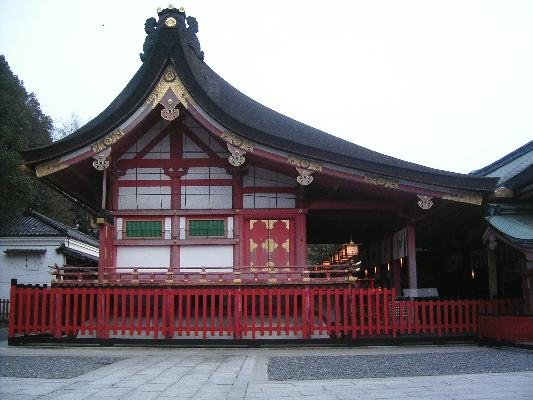
日本伏見稻荷大社本殿

流造，由神明造演變而來，是日本神社建築中本殿最普遍的形式；其特色是正面屋頂向前方延伸，形成優美的弧線。興建於1060年的宇治上神社本殿，是現存年代最早的流造建築。